# Corrupção na Eritreia
Corrupção na Eritreia é considerada um problema profundamente grave e crescente. O nível de corrupção costumava ser consideravelmente mais baixo na Eritreia do que em muitos outros países da África. De fato, o país era tradicionalmente visto como tendo uma "forte cultura 'anticorrupção'" e considerado relativamente "igualitário e livre de corrupção." Em 2006, um relatório da Bertelsmann Stiftung afirmou que, naquela data, a corrupção não era um problema sério dentro da Eritreia. Embora tenha observado que houve "casos de corrupção desde a independência", esses ocorreram em um nível insignificante, embora alegações de corrupção motivadas politicamente tenham sido feitas. Mas, de fato, afirma-se que a corrupção vem piorando continuamente desde 1998, quando, pouco depois do fim da longa guerra de independência, um conflito de fronteira com a Etiópia levou a outra guerra.
Outra fonte afirmou em 2015 que, na década anterior, a corrupção havia se enraizado na vida cotidiana da Eritreia, com subornos sendo exigidos para a maioria dos serviços governamentais. Outros tipos de corrupção alegados incluem o pagamento de resgates por reféns "sob os olhos do governo."
No Índice de Percepção da Corrupção de 2024 da Transparência Internacional, a Eritreia obteve 13 pontos em uma escala de 0 ("altamente corrupto") a 100 ("muito limpo"). Quando classificada por pontuação, a Eritreia ficou na 173ª posição entre os 180 países do índice, sendo que o país classificado em primeiro lugar é percebido como tendo o setor público mais honesto. Essa é a pior pontuação que a Eritreia já recebeu desde que a metodologia atual de pontuação foi adotada em 2012; sua melhor pontuação foi 25 naquele ano. Para fins de comparação com as pontuações regionais, a média entre os países da África Subsaariana  em 2024 foi de 33. A maior pontuação na África Subsaariana foi 72 e a menor foi 8. Para fins de comparação com pontuações mundiais, a melhor foi 90 (classificada em 1º), a média foi 43 e a pior foi 8 (classificada em 180º).

## Contexto

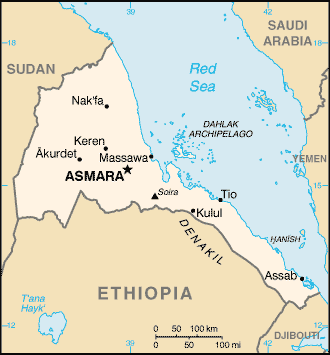
Localização da Eritreia no Mar Vermelho

A Eritreia fez parte da Etiópia até 1991, quando os eritreus venceram uma guerra civil que durou trinta anos e conquistaram a independência. Após um referendo supervisionado pela ONU, no qual os eritreus votaram maciçamente pela independência, a Eritreia declarou sua independência em 1993. Naquele momento, a Eritreia possuía um setor privado fraco, com poucos trabalhadores qualificados, o que levou o governo a tomar medidas para construir um setor privado forte. Durante a década de 1990, o setor privado começou a florescer e a economia cresceu significativamente, fazendo com que muitos observadores no Ocidente vissem a Eritreia "como um farol da África."[carece de fontes?] No entanto, as décadas de guerra plantaram as sementes de muitos problemas sociais e econômicos, entre eles a corrupção.
Um conflito de fronteira com a Etiópia em 1998 levou a outra guerra, que terminou em 2000. Apesar do fim oficial da guerra, os combates continuaram em menor escala. Enquanto isso, o regime foi acusado de reprimir a liberdade de expressão, fechar jornais privados, encolher o setor privado e impor serviço militar por tempo indefinido. Todas essas medidas contra a liberdade individual, os direitos humanos e o livre mercado foram fatores para o aumento da corrupção.[carece de fontes?] Até 2006, a Eritreia ainda não havia realizado eleições livres; a Constituição adotada na época da independência ainda não havia sido implementada; o presidente governava por decreto; a Assembleia Nacional se reunira pela última vez em 2002; partidos de oposição eram proibidos, assim como organizações civis, o direito de reunião e a liberdade de imprensa; o judiciário estava inativo; o partido no poder, o governo e os militares formavam "um único conglomerado de poder" com "baixo nível de transparência." Desde 2001, as liberdades civis vinham sendo "gradualmente restringidas", com "inúmeras prisões arbitrárias" e violações de direitos humanos em uma escala "alarmante." Da 150ª posição no Índice de Percepção da Corrupção de 2012 da Transparency International, a Eritreia caiu para a 166ª em 2014.
O aumento da participação estatal na Eritreia tem sido criticado como um retrocesso para a liberdade econômica e para o ambiente de negócios em geral, em parte porque contribuiu para o aumento da corrupção. O Index of Economic Freedom de 2012, publicado pela The Heritage Foundation, classificou a Eritreia como o segundo pior país da África Subsaariana em termos de liberdade econômica. O Índice de Facilidade para Fazer Negócios de 2011 do Banco Mundial classificou a Eritreia na 180ª posição, com apenas três países — Guiné-Bissau, República Centro-Africana e Chade — com pontuações piores. Sugeriu-se que, como o governo mantém controle sobre as divisas, amigos de membros do governo são autorizados a trazer mercadorias para o país e vendê-las com grande lucro, o que aumenta as oportunidades para a corrupção.[carece de fontes?] Ainda assim, o crescimento econômico tem sido muito forte desde 2011, em grande parte devido ao boom da mineração no país, que colocou a Eritreia entre as nações que mais crescem no mundo; mas a corrupção impediu que essa nova riqueza alcançasse tantas pessoas quanto poderia. Ao mesmo tempo, o país também foi devastado por uma seca.

## Fatores

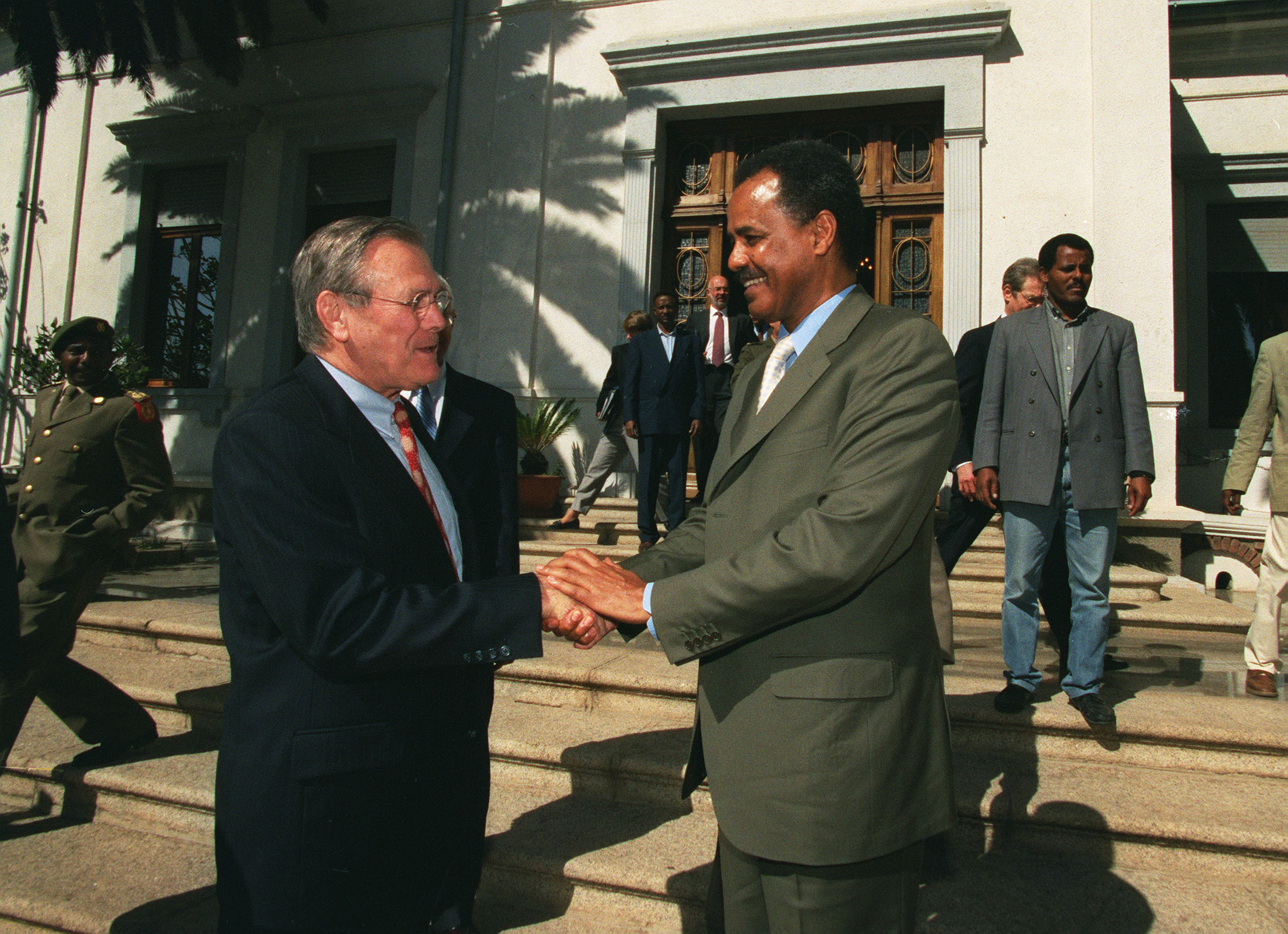
O presidente da Eritreia, Isaias Afwerki, se encontra com o ex-secretário de Defesa dos Estados Unidos, Donald Rumsfeld

Entre os supostos fatores que alimentam a corrupção na Eritreia está a intensa concentração de poder. A Constituição da Eritreia prevê a separação de poderes entre os ramos judiciário, executivo e legislativo, mas isso nunca foi implementado. Isaias Afwerki, que é presidente desde 1993, usurpou os poderes constitucionais do Congresso e é geralmente visto como alguém com poder absoluto. O Conselho Executivo, composto por 19 membros, é inteiramente formado por aliados do presidente.[carece de fontes?] A comunidade empresarial da Eritreia é composta principalmente por associados pessoais de autoridades econômicas do regime, representantes de altos funcionários do partido no poder e pessoas que "gozam do patrocínio de oficiais seniores dos setores de segurança e militares." O governo "controla todas as divisas estrangeiras" e é "praticamente a única fonte legal de importações", uma situação que permite que militares e funcionários do governo lucrem colaborando com contrabandistas ilegais. Da mesma forma, as rigorosas leis do país sobre importação e a inconsistência na concessão de vistos de saída permitem que funcionários da alfândega e da imigração se beneficiem de subornos e lavagem de dinheiro. Um relatório de 2014 descreveu a corrupção institucional como algo que "corroeu os alicerces" do desenvolvimento econômico. O controle estatal da economia permite pouco investimento privado, enquanto os salários extremamente baixos no setor público incentivam a corrupção.[carece de fontes?]
Outro fator que contribui para a disseminação e persistência da corrupção é a ausência de uma imprensa independente para denunciá-la. A Eritreia tem sido descrita como "a maior prisão da África para a mídia." Os únicos meios de comunicação são estatais, e especialistas os comparam à mídia soviética.[carece de fontes?]

## Judiciário
A Constituição da Eritreia de 1997 prevê um judiciário independente do parlamento. No entanto, nada disso foi implementado. Em vez disso, existe um sistema judicial composto por dois sistemas judiciais distintos: Tribunais Regulares, que julgam disputas com base na lei, e Tribunais Especiais, que julgam disputas que não se baseiam na lei. Estes últimos supostamente lidam com casos de corrupção, mas são considerados pela Anistia Internacional e outros especialistas como "um dos sistemas judiciais mais corruptos e desumanos" do mundo.

## Forças Armadas
Um relatório de 2013 da Transparency International UK chamou a Eritreia de "o país mais militarizado da África", com cerca de 20% de sua população em uniforme. Por essa razão, muitos chamam a Eritreia de "Coreia do Norte da África". O exército não é apenas grande, mas também uma das nove forças armadas mais corruptas do mundo, ao lado das da Argélia, Angola, Camarões, RDC, Egito, Líbia, Síria e Iémen. Segundo a Transparency International UK, pode haver um esquema de desvio de fundos públicos destinados a propósitos militares "secretos" em nome da segurança nacional, que na verdade são apropriados ilegalmente. Diz-se que existem várias empresas pertencentes aos militares com "atividades empresariais privadas não autorizadas por parte do pessoal militar."

## Nacionalização
Em 1996, o governo da Eritreia declarou que toda a terra passaria a ser considerada propriedade do Estado e seria redistribuída conforme a necessidade. Em seguida, confiscou uma grande quantidade de terras privadas e as transferiu para ex-soldados, investidores estrangeiros e programas de reassentamento. A década de 1990 também viu a privatização de algumas empresas e, desde 2000, o governo tem intervindo cada vez mais na economia e no comércio, além de fazer propaganda contra o comércio e os negócios privados. Essas atividades envolveram uma quantidade considerável de favoritismo, propinas e outras formas de corrupção.

## Indústria de Mineração
Em julho de 2013, Martin Plaut relatou que, desde 2011, o governo havia arrecadado mais de 900 milhões de dólares com a mina de ouro de Bisha, mas não se sabia o que havia acontecido com esse dinheiro. Mesmo com os supostos grandes lucros da mineração, Plaut acusou que a pobreza e as dificuldades estavam piorando. "Há algumas evidências," afirmou ele, "de que mostram que o [governo] está apostando e desperdiçando os recursos do Estado sem qualquer responsabilização."

## Perseguição a Cristãos
A Eritreia, em 2011, era uma das 8 nações consideradas Países de Preocupação Particular (CPC) pelo Departamento de Estado dos Estados Unidos, devido aos abusos e perseguições contra cristãos que não pertencem às três denominações reconhecidas: a Igreja Ortodoxa Tewahedo da Eritreia, a Igreja Católica da Eritreia e a Igreja Evangélica Luterana da Eritreia. "Até 3.000 cristãos de grupos religiosos não registrados estavam detidos" em 2011, segundo a Anistia Internacional. Entre 2002 e 2011, muitas igrejas foram fechadas e dezenas de milhares de cristãos fugiram do país; a mídia estatal informou ao público que os grupos cristãos reprimidos estavam sendo pagos pela CIA para desestabilizar o governo e encorajou ativamente os cidadãos a denunciarem pessoas suspeitas de realizarem reuniões de oração em suas casas. Essa perseguição religiosa em massa proporcionou uma oportunidade para uma forma específica de corrupção por parte de políticos do partido no poder e oficiais militares, que prenderam cristãos suspeitos com base na política oficial anticristã do país e os mantiveram em prisões, centros de detenção não oficiais e quartéis militares em troca de resgate.

## Esforços anticorrupção
Não há, ao que parece, nenhum esforço real organizado na Eritreia para combater a corrupção. O regime tem sido descrito como usando uma "suposta guerra contra a corrupção" para reprimir dissidentes políticos e opositores. Em maio de 2015, o presidente instou um grupo de autoridades do partido e do governo a discutir a pressão americana e europeia sobre a Eritreia para reformar seu governo e libertar detidos. No entanto, quando alguns desses oficiais propuseram reformas em certas áreas para agradar as nações ocidentais que enviam ajuda à Eritreia, o presidente destacou a necessidade de resistir à pressão do "Ocidente hegemônico". Empresários na Eritreia estariam "tremendo de medo" sobre o que os comentários do presidente poderiam significar; dizia-se que não estava claro se os rumores indicavam uma onda de prisões ou não. Pouco depois da reunião mencionada, o presidente fez um pronunciamento ao país no 24º aniversário da independência da Eritreia, denunciando funcionários públicos "ilusórios e corruptos" que, segundo ele, acumularam riqueza de forma ilegítima. "Essas práticas deploráveis de corrupção e roubo," disse o presidente, "devem ser combatidas vigorosamente."
A Eritreia é uma das poucas nações que não ratificou nem assinou a Convenção das Nações Unidas contra a Corrupção.